# Parti socialiste de la région de Murcie-PSOE
Le Parti socialiste de la région de Murcie-PSOE (en espagnol : Partido Socialista de la Región de Murcia-PSOE, PSRM-PSOE) est la fédération territoriale du Parti socialiste ouvrier espagnol (PSOE) en région de Murcie.

## Secrétaires généraux
| Titulaire               | Dates                                                         | Fonction                                                                 |
| ----------------------- | ------------------------------------------------------------- | ------------------------------------------------------------------------ |
| Andrés Hernández Ros    | 1er mai 1978 – 21 mai 1984 (6 ans et 20 jours)                | Président de la région de Murcie (1982-1984)                             |
| Enrique Amat            | 21 mai 1984 – 24 avril 1988 (3 ans, 11 mois et 3 jours)       |                                                                          |
| Carlos Collado          | 24 avril 1988 – 16 décembre 1990 (2 ans, 7 mois et 22 jours)  | Président de la région de Murcie (1984-1993)                             |
| Juan Manuel Cañizares   | 16 décembre 1990 – 24 avril 1994 (3 ans, 4 mois et 8 jours)   |                                                                          |
| María Antonia Martínez, | 24 avril 1994 – 14 mars 2000 (5 ans, 10 mois et 19 jours)     | Présidente de la région de Murcie (1993-1995)                            |
| Ramón Ortiz             | 30 juillet 2000 – 5 juillet 2003 (2 ans, 11 mois et 5 jours)  | Maire de Cieza (1983-1987) Conseiller aux Travaux publics (1994-1995)    |
| Francisco Abellán       | 5 juillet 2003 – 19 septembre 2004 (1 an, 2 mois et 14 jours) | Maire de Jumilla (1999-2011)                                             |
| Pedro Saura             | 19 septembre 2004 – 24 mars 2012 (7 ans, 6 mois et 5 jours)   | Secrétaire d'État aux Transports (2018-2021)                             |
| Rafael González Tovar   | 24 mars 2012 – 22 octobre 2017 (5 ans, 6 mois et 28 jours)    | Délégué du gouvernement (2008-2011)                                      |
| Diego Conesa (es)       | 22 octobre 2017 – 5 décembre 2021 (4 ans, 1 mois et 13 jours) | Maire d'Alhama de Murcia (2015-2018) Délégué du gouvernement (2018-2019) |
| José Vélez (es)         | 5 décembre 2021 – 2 mars 2025 (3 ans, 2 mois et 25 jours)     | Maire de Calasparra (2014-2020) Délégué du gouvernement (2020-2023)      |
| Francisco Lucas (es)    | depuis le 2 mars 2025 (19 jours)                              | Porte-parole à l'Assemblée de Murcie (2021-2023)                         |

## Résultats électoraux

### Assemblée régionale de Murcie
| Année | Chef de file               | Voix    | %        | #      | Sièges  | Gouvernement                                     |
| ----- | -------------------------- | ------- | -------- | ------ | ------- | ------------------------------------------------ |
| 1983  | Andrés Hernández Ros       | 238 968 | 52,53    | 1er    | 26 / 43 | Hernández Ros (1983-1984), Collado I (1984-1987) |
| 1987  | Carlos Collado             | 221 377 | 44,13 () | 1er () | 25 / 45 | Collado II                                       |
| 1991  | Carlos Collado             | 234 421 | 45,70 () | 1er () | 24 / 45 | Collado III (1991-1993), Martínez (1993-1995)    |
| 1995  | María Antonia Martínez     | 200 133 | 32,10 () | 2e ()  | 15 / 45 | Opposition                                       |
| 1999  | Ramón Ortiz                | 219 798 | 36,44 () | 2e ()  | 18 / 45 | Opposition                                       |
| 2003  | Ramón Ortiz                | 219 707 | 34,57 () | 2e ()  | 16 / 45 | Opposition                                       |
| 2007  | Pedro Saura                | 205 312 | 31,81 () | 2e ()  | 15 / 45 | Opposition                                       |
| 2011  | Begoña García Retegui (es) | 155 157 | 23,86 () | 2e ()  | 11 / 45 | Opposition                                       |
| 2015  | Rafael González Tovar      | 153 231 | 23,95 () | 2e ()  | 13 / 45 | Opposition                                       |
| 2019  | Diego Conesa (es)          | 211 259 | 32,43 () | 1er () | 17 / 45 | Opposition                                       |
| 2023  | Pepe Vélez (es)            | 175 505 | 25,63 () | 2e ()  | 13 / 45 | Opposition                                       |

### Cortes Generales
| Année   | Chef de file                 | Congrès des députés | Congrès des députés | Congrès des députés | Congrès des députés | Sénat | Gouvernement                                  |
| Année   | Chef de file                 | Voix                | %                   | #                   | Sièges              | Sénat | Gouvernement                                  |
| ------- | ---------------------------- | ------------------- | ------------------- | ------------------- | ------------------- | ----- | --------------------------------------------- |
| 1977    | Felipe González              | 155 871             | 34,93               | 2e                  | 4 / 8               | 0 / 4 | Opposition                                    |
| 1979    | Felipe González              | 178 621             | 39,15 ()            | 1er ()              | 4 / 8               | 3 / 4 | Opposition                                    |
| 1982    | Felipe González              | 270 552             | 50,76 ()            | 1er ()              | 5 / 8               | 3 / 4 | González I                                    |
| 1986    | Felipe González              | 261 922             | 48,85 ()            | 1er ()              | 5 / 8               | 3 / 4 | González II                                   |
| 1989    | Felipe González              | 256 107             | 46,06 ()            | 1er ()              | 5 / 9               | 3 / 4 | González III                                  |
| 1993    | Felipe González              | 253 324             | 38,59 ()            | 2e ()               | 4 / 9               | 3 / 4 | González IV                                   |
| 1996    | Felipe González              | 266 738             | 37,99 ()            | 2e ()               | 3 / 9               | 1 / 4 | Opposition                                    |
| 2000    | Joaquín Almunia              | 217 179             | 32,38 ()            | 2e ()               | 3 / 9               | 1 / 4 | Opposition                                    |
| 2004    | José Luis Rodríguez Zapatero | 252 246             | 35,00 ()            | 2e ()               | 3 / 9               | 1 / 4 | Zapatero I                                    |
| 2008    | José Luis Rodríguez Zapatero | 251 822             | 32,85 ()            | 2e ()               | 3 / 10              | 1 / 4 | Zapatero II                                   |
| 2011    | Alfredo Pérez Rubalcaba      | 154 225             | 20,99 ()            | 2e ()               | 2 / 10              | 1 / 4 | Opposition                                    |
| 2015    | Pedro Sánchez                | 147 883             | 20,32 ()            | 2e ()               | 2 / 10              | 1 / 4 | Opposition                                    |
| 2016    | Pedro Sánchez                | 144 937             | 20,31 ()            | 2e ()               | 2 / 10              | 1 / 4 | Opposition (2016-2018), Sánchez I (2018-2019) |
| 04/2019 | Pedro Sánchez                | 190 540             | 24,77 ()            | 1er ()              | 3 / 10              | 2 / 4 | Sánchez I                                     |
| 11/2019 | Pedro Sánchez                | 177 154             | 24,78 ()            | 3e ()               | 3 / 10              | 0 / 4 | Sánchez II                                    |
| 2023    | Pedro Sánchez                | 189 210             | 25,30 ()            | 2e ()               | 3 / 10              | 1 / 4 | Sánchez III                                   |